# William So
William So o William Wing Hong So  (chino: 蘇永康; So Wing Hong) (n. 24 de septiembre de 1967) es un actor y cantante cantopop hongkonés. Comenzó su carrera musical participando en un concurso de canto llamado "New Talent Singing Awards" en 1985 y ganó tras la competencia como primer finalista frente a Alex To. Su actuación en ese caso, le valió un contrato discográfico con Capital Artists, sin embargo él nunca había lanzado un álbum y solo apareció en su única colaboración. En 1998 fue el año pico para William, tras lanzar su corte musical titulado "Kiss More, Sad More", que fue interpretado como el tema central de una serie popular de televisión titulado "Healing Hands".

## Discografía

### Singles
| Año  | Título del álbum     | Fecha de lanzamiento | Idioma   | Etiqueta |
| ---- | -------------------- | -------------------- | -------- | -------- |
| 2000 | So's Time (蘇情時間) | 1 de junio de 2000   | Mandarín |          |

### Álbumes de estudio
| Year | Álbum                                                        | Fecha de lanzamiento    | Idioma             | Etiqueta   |
| ---- | ------------------------------------------------------------ | ----------------------- | ------------------ | ---------- |
| 1989 | Insomia (失眠 )                                              | 12 de diciembre de 1989 | Cantonés           |            |
| 1995 | The Passion of Love (最深刻的愛)                             | 22 de diciembre de 1995 | Cantonés           | Cinepoly   |
| 1995 | If One Day I Forget (假使有日能忘記)                         | 24 de abril de 1995     | Cantonés           | Cinepoly   |
| 1996 | Red Fashion (紅式)                                           | 1 de septiembre de 1996 | Cantonés           | Cinepoly   |
| 1996 | Never Too Late To Love (愛上一個人永遠不會太遲)              | 1 de junio de 1996      | Cantonés           | Cinepoly   |
| 1997 | Love Is A Push In The Right Direction (情來自有康)           | 1 de enero de 1997      | Cantonés           | Go East    |
| 1997 | Good Music (蘇永康好音樂宣言)                                |                         | Cantonés           | Go East    |
| 1997 | Love Like Violent Radicalism and Blind Person (愛似狂潮盲人) | 1 de marzo de 1997      | Mandarín           | Go East    |
| 1997 | Speech Of Independence(獨立宣言)                             | 11 de noviembre de 1997 | Cantonés           | Go East    |
| 1998 | Book of Relief (解脫書)                                      | 12 de enero de 1999     | Mandarin           | Go East    |
| 1998 | Nice So Nice(舊愛還是最美)                                   | 1 de octubre de 1998    | Mandarin           | Go East    |
| 1998 | Never Feel Happy Alone (不想獨自快樂)                        | 1 de septiembre de 1998 | Cantonés           | Go East    |
| 1999 | Too Nice                                                     | 1 de febrero de 1999    | Mandarin           | Go East    |
| 1999 | To Love Someone Is Hard(愛一個人好難)                        | 1 de junio de 1999      | Mandarín           | Go East    |
| 1999 | So Wing Hong Dressing Room (蘇永康的化妝間)                  | 12 de octubre de 1999   | Cantonés, mandarín | Go East    |
| 2000 | Because Love You (因為愛你)                                  | 17 de marzo de 2000     | Cantonés           | Go East    |
| 2000 | So's Time (蘇情時間)                                         | 1 de mayo de 2000       | Mandarín           | Go East    |
| 2001 | Infinite Undecesiveness (意猶未盡)                           | 16 de febrero de 2001   | Cantonés           | Go East    |
| 2001 | Sadness Not Permitted (悲傷止步)                             | 19 de octubre de 2001   | Mandarín           | Go East    |
| 2002 | William So's Love Songs (康定情歌)                           | 6 de abril de 2002      | Cantonés           | Go East    |
| 2003 | So Fresh                                                     | 9 de julio de 2003      | Mandarín           | Go East    |
| 2008 | Embrace (擁抱)                                               | 14 de junio de 2008     | Mandarin           | Gold Label |
| 2008 | So I Say                                                     | 14 de noviembre de 2008 | Cantonés           | Gold Label |

## Compilaciones
| Año  | Título del álbum                                               | Fecha de lanzamiento     | Idioma              | Etiqueta |
| ---- | -------------------------------------------------------------- | ------------------------ | ------------------- | -------- |
| 1998 | The Best of William So(蘇永康宣言精選)                         | 1 de mayo de 1998        | Cantonese, Mandarin | Go East  |
| 2001 | William So Best Selection + Music Box (蘇永康好精選+Music Box) | 16 de octubre de 2001    | Cantonese           | Go East  |
| 2003 | Super Nice                                                     | 13 de junio de 2002      | Mandarin            | Go East  |
| 2003 | Laughing(笑下去）                                              | 28 de abril de 2003      | Cantonese           | Go East  |
| 2003 | The Selection of William So(蘇永康好精選)                      | 22 de enero de 2003      | Cantonese           | Go East  |
| 2004 | Cheap Love Song(廉價情歌)                                      | 22 de septiembre de 2004 | Cantonese, Mandarin | Go East  |
| 2006 | Love Music - So Wing Hong(愛音樂三人行)                        | 27 de junio de 2006      | Cantonese           | Go East  |

## Álbumes en vivo
| Año  | Título del álbum                                                       | Fecha de lanzamiento  | Idioma              | Etiqueta |
| ---- | ---------------------------------------------------------------------- | --------------------- | ------------------- | -------- |
| 1997 | So's First Exciting Live (SO精彩第一次LIVE)                            |                       | Cantonese, Mandarin | Go East  |
| 1999 | William So's Concert (越唱越開心演唱會)                                | 1 de abril de 1999    | Cantonese           | Go East  |
| 2002 | William So Live In Concert (蘇永康定情歌演唱會)                        | 1 de agosto de 2002   | Cantonese           | Go East  |
| 2003 | Andy Hui & William So Live With The Hong Kong Sinfonietta (安康演唱會) | 30 de octubre de 2003 | Cantonese, Mandarin | Go East  |

## Filmografía
| Año  | Nombre                                        | Personaje        |
| ---- | --------------------------------------------- | ---------------- |
| 1994 | A Taste of Killing and Romance (殺手的童話)   |                  |
| 1996 | Out of the Blur (廢話小說)                    |                  |
| 1997 | Tempting Heart (心動)                         |                  |
| 1997 | Fly Me to Polaris (星願)                      |                  |
| 2000 | Blue Moon (跑馬地的月光)                      |                  |
| 2001 | Police Station Number 7 (七號差館)            | Cameo            |
| 2001 | Love White Bread (愛情白麵包)                 |                  |
| 2001 | Perfect Match (月滿抱西環)                    |                  |
| 2002 | My Lucky Star (行運超人)                      | Cameo            |
| 2003 | Truth or Dare: 6th Floor Rear Flat (六樓后座) | Mr. Hung (康sir) |
| 2004 | Magic Kitchen (魔幻廚房)                      | Cameo            |
| 2008 | L for Love L for Lies (我的最愛)              | Cameo            |
| 2010 | 72 Tenants of Prosperity (72家租客)           |                  |
| 2011 | Summer Love (戀夏戀夏戀戀下)                  | cameo            |
| 2011 | East Meets West 2011 (東成西就 2011)          |                  |
| 2012 | I Love Hong Kong 2012 (2012我愛HK 喜上加囍)   |                  |
| 2012 | Diva (DIVA華麗之後)                           |                  |
| 2012 | Lan Kwai Fong 2                               |                  |
| 2012 | Princess's Temptation                         |                  |
| 2014 | The True Love                                 |                  |
| 2014 | Golden Chicken 3                              |                  |

### TV series
| Año  | Nombre                                                | Personaje           |
| ---- | ----------------------------------------------------- | ------------------- |
| 1987 | Genghis Khan (成吉思汗)                               |                     |
| 1987 | Foundling's Progress (男兒本色)                       |                     |
| 1987 | Young Beat (鐳射青春)                                 |                     |
| 1988 | A Friend in Need (飛躍霓裳)                           |                     |
| 1988 | Teenage No More (不再少年時)                          |                     |
| 1990 | Friends and Lovers (又是冤家又聚頭)                   |                     |
| 1992 | File of Justice (壹號皇庭)                            | Raymond Chow        |
| 1993 | To Chord the Victory (少年五虎)                       | Ah Ken              |
| 1993 | File Justice III (壹號皇庭 III)                       | Raymond Chow        |
| 1994 | Glittering Moments (Catwalk 俏佳人)                   |                     |
| 1994 | File Justice III (壹號皇庭 III)                       | Raymond Chow        |
| 1995 | File Justice IV (壹號皇庭 IV)                         | Raymond Chow        |
| 1997 | File Justice V (壹號皇庭 V)                           | Raymond Chow        |
| 1998 | Healing Hands (妙手仁心)                              |                     |
| 2002 | A Case of Misadventure (騎呢大狀)                     |                     |
| 2002 | The Monkey King: Quest for the Sutra (齊天大聖孫悟空) | East Dragon Emperor |
| 2003 | Hail The Judge (新九品芝麻官)                         |                     |
| 2003 | Kung Fu Soccer (功夫足球)                             | Guest               |
| 2006 | Silence (深情密碼)                                    | Guest               |
| 2006 | Twisted Love (讓愛自由)                               |                     |
| 2006 | Hailed The Judge (棟篤狀王)                           |                     |
| 2007 | Stupid Kid (笨小孩) (ATV)                             |                     |
| 2008 | Central Women(中環女人) (ATV)                         |                     |
| 2010 | The Men of Justice (法網群英) (ATV)                   |                     |
| 2011 | ICAC Investigators 2011 (廉政行動2011)                |                     |
| 2015 | Once Upon a Song                                      |                     |

### Web Drama
| Año  | Nombre                                          | Personaje |
| ---- | ----------------------------------------------- | --------- |
| 2002 | Feel 100% (百分百感覺)                          |           |
| 2002 | Feel 100% Winter Love Song (百分百感覺冬日戀曲) |           |